# Pedro Palacios
Pedro Palacios Ullauri (Cuenca, Ecuador, 1975) es un político ecuatoriano y alcalde de Cuenca desde 14 de mayo de 2019 hasta el 14 de mayo de 2023.
Palacios se presentó para las elecciones municipales de 2019 en su ciudad natal, resultando ganador.

## Biografía
Pedro Palacios estudió durante 6 años en el colegio Técnico Salesiano y formó parte del equipo de baloncesto de la unidad educativa, posteriormente estudió y se graduó de Ingeniero Industrial en la Universidad Católica de Cuenca, en donde fue elegido por los estudiantes como Vicepresidente del Cuerpo Estudiantil en 1998. Realizó estudios de máster de Administración de Empresas en la INCAE de Costa Rica en el año 2002, y en el 2007 alcanzó un masterado en Comercio Internacional en la Universidad Complutense de Madrid. En 2015 obtuvo un masterado en Programación Neurolingüística por la Universidad Católica de Cuenca.

### Trayectoria política
Palacios es el fundador del Movimiento Político Nueva Generación, que fue aceptado por el Consejo Nacional Electoral en 2017.
En las elecciones seccionales de Ecuador de 2019, resultó como el ganador de las votaciones como alcalde de la ciudad de Cuenca, con 28% de votos a su favor.